# Within the Realm of a Dying Sun
Within the Realm of a Dying Sun („В кралството на умиращото слънце“) е третият студиен албум на австралийското даркуейв/ню ейдж дуо Дед Кен Денс, издаден на 28 юли 1987 г. от 4AD.
Албумът е разделен на две основни части, като първата половина е с преобладаващото поп-готик/даркуейв звучене на Брендaн Пери, а втората с глосолалията и етно мотивите на Лиса Джерард. Съдържа най-успешната им в комерсиално отношение песен „Cantara“, която става популярна след издаването на компилацията „A Passage in Time“ в Щатите.

## Предистория
По онова време Дед Кен Денс са предимно дует на Лиса Джерард и Брендан Пери, заедно с Питър Улрих, след напускането на Скот Роджър и Джеймс Пинкър през 1987 г. 
За звука на албума групата коментира: „Осъзнахме, че сме ограничавали музикалните си визии [преди], разчитайки на китара, бас и барабани. Тези инструменти не бяха адекватни, за да изразят много от нещата, които чувахме.“ Относно създаването на албума собственикът на лейбъла 4AD Иво Уотс-Ръсел коментира: „Мисля, че връзката между тях и (продуцента) Джон Ривърс достигна своя връх с [ Within the Realm of a Dying Sun]. Вероятно това е любимият ми техен запис." 
Вокалите на Джерард заемат видно място във втората половина на албума, а нейният стил на пеене често има мелодични, мистични нюанси, особено в "Cantara".
Снимката на корицата е направена в Париж, на семейния гроб на Франсоа-Венсан Распай на гробището Пер Лашез.

## Песни
1. „Anywhere Out of the World“ – 5:08
2. „Windfall“ – 3:30
3. „In the Wake of Adversity“ – 4:14
4. „Xavier“ – 6:16
5. „Dawn of the Iconoclast“ – 2:06
6. „Cantara“ – 5:58
7. „Summoning of the Muse“ – 4:55
8. „Persephone (the Gathering of Flowers)“ – 6:36

## Наследство
- Вокалите на "Dawn of the Iconoclast" са семплирани от The Future Sound of London за техния сингъл от 1991 г. "Papua New Guinea ".
- Американската поп певица Фърги по-късно също семплира "Dawn of the Iconoclast" за песента си " Hungry" с участието на Рик Рос, включена в нейния албум от 2017 г., Double Dutchess. Песента интерполира пеенето с хип-хоп ритми и вокали от двамата изпълнители.
- „Summoning Of The Muse“ е семплиран от колегите от 4AD AR Kane за песента „Off Into Space“ от техния албум „i“ (1989) .
- "Xavier" е кавър от британската готик метъл група Парадайс Лост. Той е наличен в лимитираното издание на техния албум от 2002 г. Symbol of Life.
- Началната част на „Anywhere Out of the World“ също е използвана многократно като натрапчива фонова музика в епизод #30.7 „Hunt For The Doomsday Asteroid“ на телевизионния сериал на Би Би Си Horizon  през февруари 1994 г., първоначално излъчен преди прогнозираното въздействие на кометата Шумейкър-Леви 9 с планетата Юпитер през юли същата година.

## Състав
Дед Кен Денс 
- Лиса Джерард – вокали (5,6,7,8), всички други инструменти, продуцент
- Брендан Пери – вокали (1,3,4), всички други инструменти, продуцент, дизайн на книжката

Гост музиканти
- Питър Улрих – тимпан, военна примка
- Рут Уотсън – обой
- Гюс Фъргюсън – виолончело
- Тони Гамадж – виолончело
- Джон Сингълтън – тромбон
- Ричард Ейвисън – тромбон
- Андрю Клакстън – бас тромбон, туба
- Марк Джерард – тромпет
- Пиеро Гаспарини – виола
- Алисън Харлинг – цигулка
- Емлин Сингълтън – цигулка

Технически състав
- Джон А. Ривърс – производство, инженеринг
- Франсиско Кабеза – инженеринг Художествена работаредактиране на кода
- Бернар Уден – фотография на ръкава

|  | Тази страница частично или изцяло представлява превод на страницата Within the Realm of a Dying Sun в Уикипедия на английски. Оригиналният текст, както и този превод, са защитени от Лиценза „Криейтив Комънс – Признание – Споделяне на споделеното“, а за съдържание, създадено преди юни 2009 година – от Лиценза за свободна документация на ГНУ. Прегледайте историята на редакциите на оригиналната страница, както и на преводната страница, за да видите списъка на съавторите. ВАЖНО: Този шаблон се отнася единствено до авторските права върху съдържанието на статията. Добавянето му не отменя изискването да се посочват конкретни източници на твърденията, които да бъдат благонадеждни. |